# Georg Niehenck (Kirchenhistoriker)
Georg Vitus Heinrich Niehenck (* 14. Dezember 1714 in Rostock; † 8. März 1795) war ein deutscher Kirchenhistoriker.

## Leben
Georg Niehenck wurde in Rostock als Sohn eines Kaufmanns und Enkel des gleichnamigen Theologen Georg Niehenck geboren und studierte ab Oktober 1732 an der Universität Rostock. Anschließend wurde er sowohl Haus- als auch Privatlehrer. 1747 promovierte Niehenck zum Magister.
Ab 1752 war er als Prediger und als Diakon der Rostocker Nikolaikirche tätig.
Er publizierte erliche Aufsätze, besonders zu Themen der Rostocker Kirchengeschichte.